# Talbot Sunbeam
O  Talbot Sunbeam  foi um modelo compacto fabricado originalmente sob a Chrysler Europe e posteriormente pela PSA.
Foi desenvolvida também uma versão com motor Lotus, que ia de 0 a 100 km/h em 6,6 segundos. Tanto ele como o Vauxhall Chevette HS foram os primeiros Hot Hatches do mundo.[carece de fontes?]